# Jens Martin Knudsen
 Der er flere personer med dette navn, se Jens Martin Knudsen (fodboldspiller).
Jens Martin Knudsen (12. oktober 1930 i Haurum – 17. februar 2005 i København) var en højt anerkendt dansk fysiker og Mars-forsker.
Hans glødende interesse og smittende engagement i udforskningen af især Mars gav ham tilnavnet Marsmanden.

## Opvækst og uddannelse
Jens Martin Knudsen voksede op som søn af købmanden i Haurum ved Hammel. Han var oprindeligt uddannet som folkeskolelærer i Silkeborg, hvorefter han fortsatte med at studere fysik ved Københavns Universitet. I 1962 blev han mag.scient. i fysik.
Efter sin uddannelse arbejdede han som underviser og forsker ved en række udenlandske universiteter og læreanstalter bl.a. Massachusetts Institute of Technology (MIT) i USA. Her stiftede han bekendtskab med en dengang helt ny teknik: mössbauerspektroskopi. Dette skulle blive hans værktøj i hovedparten af hans karriere.

## Karriere
Jens Martin Knudsen var en meget populær forelæser på Københavns Universitet. I 1990 vandt han således "Årets Harald" som den bedste underviser ved universitetet. Da Jens Martin Knudsen døde, forfattede de fysikstuderende en afskedssang på melodien til D-A-D's Laugh and a Half, og hvert år lægges den første billet til den studenter-producerede Fysikrevy til side til Jens Martin Knudsen.
I 1984 blev Jens Martin Knudsen dr.scient. på en afhandling om meteoritter. Han var forfatter og medforfatter til over 100 videnskabelige afhandlinger. Han arbejdede både for den europæiske rumfartsorganisation ESA og for den amerikanske rumfartsorganisation NASA på flere projekter, der bidrog til udforskningen af Mars.
- 1962: mag.scient. i fysik fra Københavns Universitet
- 1984: dr.scient., Københavns Universitet
- 2000: ridder af Dannebrog
- 2002: adjungeret professor i planetfysik ved Institut for Fysik og Astronomi ved Aarhus Universitet

## Udlandsophold
Den idealistiske ildsjæl gjorde det til en mærkesag at hjælpe de fattige ulande igennem det, han så som det eneste middel til fremgang for dem: Uddannelse. Han arbejdede en årrække i Tyrkiet og i Brasilien med uddannelelsesprojekter, herunder en Mössbauer-gruppe. Efter et mislykket forsøg på at opstarte et stort Danida-projekt vendte han tilbage til Danmark for at hellige sig udforskningen af Mars.
Marsforskningen blev inspireret af en sammenligning af Mars' røde overflade og Brasiliens røde jord, hvis farve skyldes oxidation via vand. Dette gav ham ideen, at der måske også var – eller havde været – vand på Mars.

## Hæder
Jens Martin Knudsen er kort tid efter sin død blevet hædret ved at få en asteroide opkaldt efter sig. Asteroiden Jensmartin (tidligere kendt som nummer 5427). Asteroiden ligger i en bane mellem Mars og Jupiter i et stort asteroidebælte med millioner af klippeblokke i forskellige størrelser. Netop denne asteroide adskiller sig fra de fleste andre ved en hældning på 20 grader – ganske som Jens Martin Knudsen skilte sig ud fra mængden.
Ligeledes valgte NASA i 2016 at opkalde et område på Mars efter Jens Martin Knudsen. Stedet fik navnet Knudsen Ridge og har en meget smuk beliggenhed ved Endeavour Krateret tæt ved ækvator. Det er NASA, der i anledning af 12 års jubilæet for Mars Exploration Roveren, Opportunity ønskede at ære mindet om Jens Martin Knudsen.
Jens Martin Knudsen fik i 1997 Rosenkjærprisen, og hans 5 radioforedrag kan høres her på . I det sidste af disse radioforedrag, sagde han blandt andet: Eksperimentet er naturvidenskabens strenge dommer. Det var med henblik på den naturvidenskabelige metode, som han satte som den mest grundlæggende præmis for faglig diskussion.
I 2000 modtog Jens Martin Knudsen H.C. Ørsteds medaljen i sølv.
I 2000 modtog Jens Martin Knudsen Svend Bergsøes Fonds Formidlerpris.
I september 2004 blev han hædret med Videnskabernes Selskabs guldmedalje.

## Eftermæle
Jens Martin Knudsen er begravet på Udby Kirkegård i Nørre Aaby. Jens Martin Knudsen havde i flere foredrag causeret over, at teksten på hans gravsten skulle være Hvorfor?, da dette er det store spørgsmål, som rumforskningen i sidste ende søger at besvare – i modsætning til det Hvordan?, som anden naturvidenskab allerede i dag besvarer. Teksten er dog ikke at finde på gravstenen.